# Ballater
Ballater (en gaélique écossais : Bealadair) est un burgh dans le Aberdeenshire localisé sur le fleuve Dee, immédiatement à l'est des montagnes Cairngorms. 
Situé à une altitude de 123 m, Ballater est un centre pour les randonneurs, connu aussi pour ses eaux de source, qui permettraient de guérir les écrouelles. Le château de Balmoral est situé à environ 12 km à l'ouest de la ville, et Birkhall à 3 km au sud-ouest. La population recensée en 2001 est de 1 446 habitants, estimée à 1 520 en 2008.